# Culicoides esakii
Culicoides esakii är en tvåvingeart som beskrevs av Tokunaga 1940. Culicoides esakii ingår i släktet Culicoides och familjen svidknott. Inga underarter finns listade i Catalogue of Life.